# Linie následnictví španělského trůnu
Následnictví španělského trůnu se řídí principem kognatické primogenitury (muži mají přednost před ženami jen na stejné úrovni tj. bratr před sestrou) tj. trůn dědí nejstarší syn krále, popř. vnuk, poté mladší synové či vnuci a poté starší dcera, její potomci a poté mladší dcery a jejich potomci, přednost má starší linie před mladší, bližší příbuzný před vzdálenějším. Dědici trůnu mohou být pouze osoby narozené z řádného manželství, kteří jsou dědicové krále Juana Carlose, jako dědice Bourbonské dynastie. Osoby, které uzavřou manželství proti vůli krále a Cortesů (parlamentu), jsou vyloučeny z následnictví trůnu. Následnictví trůnu je určeno v ústavě království.
Španělsko stejně jako Spojené království, Monako, Thajsko nebo v minulosti Norsko, Nizozemsko či Portugalsko mělo dlouhou tradici v užívání primogenitury jako následnického řádu s výjimkou let 1700 až 1830.
Následnictví podle španělské ústavy (1978):
Koruna španělského království může být získána pouze dědici Juana Carlose, legitimního dědice historické dynastie. Následnictví trůnu postupuje podle řádu prvorozenectví, nejstarší linie má přednost před mladšími liniemi a ve stejné linii bližší stupeň před vzdálenějším a na stejném stupni mají přednosti muži vůči ženám a z osob stejného pohlaví má přednost starší před mladším.

## Současná linie následnictví
- JV král Alfons XIII. (1886–1941)
  -  Jan Bourbonský (1913–1993)
    -  JV král Juan Carlos I. (*1938)
      -  JV král Filip VI. (*1968)
        - (1) JKV Leonor, kněžna asturská (*2005)
        -  (2) JKV infantka Sofie (*2007)

      - (3) JKV infantka Elena (*1963)
        - (4) JE Felipe Juan Froilán de Marichalar y de Borbón (*1998)
        -  (5) JE Victoria Federica de Marichalar y de Borbón (*2000)

      -  (6) JKV infantka Cristina (*1965)
        - (7) JE Juan Urdangarín y de Borbón (*1999)
        - (8) JE Pablo Urdangarín y de Borbón (*2000)
        - (9) JE Miguel Urdangarín y de Borbón (*2002)
        -  (10) JE Irene Urdangarín y de Borbón (*2005)